# باسیلوس تورنجینسیس
باسیلوس تورنجینسیس (نام علمی: Bacillus thuringiensis) (یا به اختصار Bt) یک باکتری گرم مثبت ساکن در خاک و رایج‌ترین آفت‌کش بیولوژیکی مورد استفاده در سراسر جهان است. باسیلوس تورنجینسیس همچنین به‌طور طبیعی در رودهٔ کرم‌ها، انواع مختلف بیدها و پروانه‌ها و همچنین در سطوح برگ، محیط‌های آبی، مدفوع حیوانات، محیط‌های غنی از حشرات و کارخانه‌های آرد و تأسیسات ذخیره‌سازی غلات وجود دارد. همچنین مشاهده شده‌است که این باکتری، انگل پروانه‌های دیگری مانند Cadra calidella است و در پژوهش‌های که با این پروانه کار می‌شد، بسیاری از آن‌ها به این انگل، آلوده و بیمار شدند.
طی هاگ‌زایی، بسیاری از سویه‌های باسیلوس تورنجینسیس پروتئین‌های کریستالی (انکلوزیون‌های پروتئینی)، به‌نام دلتا اندوتوکسین‌ها را تولید می‌کنند که دارای اثر حشره‌کشی هستند. این ویژگی، منجر به استفاده از آن‌ها به‌عنوان حشره‌کش شده‌است. اخیراً از این باکتری، در گیاهان تراریخته استفاده شده‌است. بسیاری از سویه‌های این باکتری که کریستال تولید می‌کنند، ویژگی حشره‌کشی ندارند.
به‌عنوان یک مکانیسم سمی، پروتئین‌هایی موسوم به cry به گیرنده‌های خاصی روی غشای سلول‌های میانی رودهٔ (اپیتلیال) آفات مورد نظر متصل شده و منجر به پاره شدن آن می‌شوند. سایر جانداران، از جمله انسان، سایر جانوران و حشرات غیر هدف که فاقد گیرنده‌های مناسب برای این سم در رودهٔ خود هستند، تحت تأثیر پروتئین cry قرار نگرفته و بنابراین تحت تأثیر باسیلوس تورنجینسیس قرار نمی‌گیرند.

## آرایه‌شناسی و کشف
در سال ۱۹۰۲، باسیلوس تورنجینسیس برای نخستین بار توسط مهندسی ژاپنی، کشف شد. در سال ۱۹۱۱، ارنست برلینر، میکروبیولوژیست آلمانی، دوباره آن را جداسازی و کشف کرد.
در سال ۱۹۷۶، رابرت زاخاریان وجود یک پلاسمید را در سویه‌ای از باسیلوس تورنجینسیس گزارش کرد و دخالت پلاسمید در تشکیل اندوسپور و کریستال‌های سمی را پیشنهاد کرد. باسیلوس تورنجینسیس گونه‌ای نزدیک به باسیلوس سرئوس (یک باکتری خاکی) و باسیلوس آنتراسیس، عامل سیاه‌زخم است. این سه گونه عمدتاً در پلاسمیدهایشان با هم تفاوت دارند. مانند سایر اعضای این سرده، هر سه بی‌هوازی و قادر به تولید درون‌هاگ هستند.
ده‌ها زیرگونهٔ شناخته‌شده از باسیلوس تورنجینسیس وجود دارد.

## مکانیسم اثر حشره‌کشی
با اسپورزایی، باسیلوس تورنجینسیس بلورهایی از دو نوع اندوتوکسین دلتای حشره‌کش پروتئینی (δ-اندوتوکسین) با نام‌های پروتئین‌های کریستالی یا پروتئین‌های cry که توسط ژن‌های cry کدگذاری می‌شوند و همچنین پروتئین‌های Cyt تشکیل می‌دهند.
سموم cry فعالیت‌های خاصی علیه گونه‌های حشرات راستهٔ پروانه‌سانان، دوپترا (مگس و پشه)، قاب‌بالان (سوسک) و پرده‌بالان (زنبورهای بی‌عسل، زنبورها، مورچه‌ها و اره‌مگس) و همچنین علیه کرم‌های لوله‌ای دارند. بنابراین، باسیلوس تورنجینسیس به‌عنوان یک مخزن مهم از سموم Cry برای تولید حشره کش‌های بیولوژیکی و محصولات غذایی اصلاح‌شدهٔ ژنتیکی مقاوم به حشرات عمل می‌کند. هنگامی که حشرات، کریستال‌های سم را می‌خورند، دستگاه گوارش قلیایی آن‌ها، کریستال‌های نامحلول را تغییر می‌دهد و آن‌ها را محلول می‌کند و در نتیجه با پروتئازهای موجود در رودهٔ حشره که سم را از کریستال آزاد می‌کند، بریده می‌شوند. سپس سم cry به غشای سلول‌های رودهٔ حشره وارد می‌شود و دستگاه گوارش را فلج می‌کند و منافذی را تشکیل می‌دهد. در ادامه، حشره از خوردن دست می‌کشد و از گرسنگی می‌میرد. باکتری زندهٔ باسیلوس تورنجینسیس نیز ممکن است به‌صورت انگل، حشره را آلوده کند، که می‌تواند منجر به مرگ شود. مرگ در عرض چند ساعت یا چند هفته اتفاق می‌افتد. حضور باکتری‌های رودهٔ میانی برخی لاروها ممکن است برای فعالیت حشره‌کشی باسیلوس تورنجینسیس مورد نیاز باشند.

## کاربرد در کنترل آفات
هاگ‌ها و پروتئین‌های کریستالی حشره‌کش تولید شده توسط باسیلوس تورنجینسیس برای کنترل آفات از دههٔ ۱۹۲۰ مورد استفاده قرار گرفته‌اند و اغلب به‌صورت اسپری مایع استفاده می‌شوند. آن‌ها اکنون با نام‌های تجاری مانند DiPel و Thuricide استفاده می‌شوند. این آفت‌کش‌ها به‌عنوان دوستدار محیط زیست در نظر گرفته می‌شوند که تأثیر کمی بر انسان، حیات وحش، گرده‌افشان‌ها و سایر حشرات مفید دارند و در کشاورزی ارگانیک استفاده می‌شوند. با این‌حال، راهنماهای این محصولات، حاوی بسیاری هشدارهای زیست‌محیطی و بهداشتی است،
سویه‌های جدید باسیلوس تورنجینسیس در طول زمان توسعه یافته و معرفی می‌شوند زیرا حشرات، به این باکتری مقاومت ایجاد می‌کنند،

## کاربرد در مهندسی ژنتیک گیاهان برای کنترل آفات

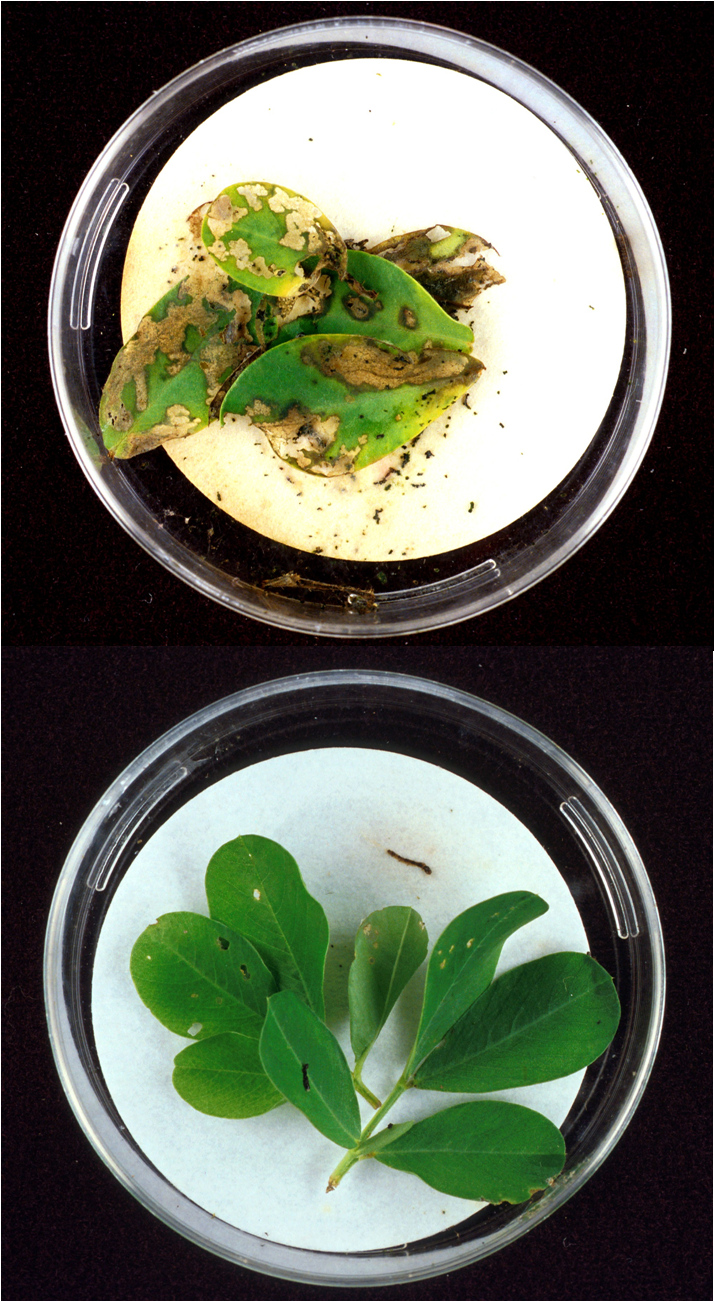
سموم باسیلوس تورنجینسیس موجود در برگ‌های بادام زمینی (ظرف پایین) از آن در برابر آسیب‌های گستردهٔ قابل ایجاد توسط لاروهای آفت ساقه‌خوار ذرت، محافظت می‌کند.

شرکت بلژیکی Plant Genetic Systems (اکنون بخشی از بایر) نخستین شرکتی بود (در سال ۱۹۸۵) که گیاهان تراریخته (تنباکو) را توسعه داد. محصولات حاصل، حاوی دلتا اندوتوکسین هستند. تنباکوی تراریختهٔ دارای سم باسیلوس تورنجینسیس هرگز تجاری نشد. گیاه تنباکو برای آزمایش تغییرات ژنتیکی استفاده می‌شود، زیرا دستکاری ژنتیکی آن آسان است و گیاهی خوراکی نیست.
در سال ۱۹۸۵، گیاهان سیب‌زمینی تولیدکنندهٔ سم cry توسط سازمان حفاظت از محیط زیست ایالات متحده آمریکا مورد تأیید قرار گرفتند و نخستین محصول آفت‌کش اصلاح‌شده توسط انسان بود که در ایالات متحده تأیید شد، بسیاری از گیاهان از جمله تنباکو، قهوه، کاکائو و گردوی سیاه نیز به‌طور طبیعی آفت‌کش‌ها را تولید می‌کنند. این نوع سیب‌زمینی در سال ۲۰۰۱ به‌دلیل عدم علاقه از بازار حذف شد.

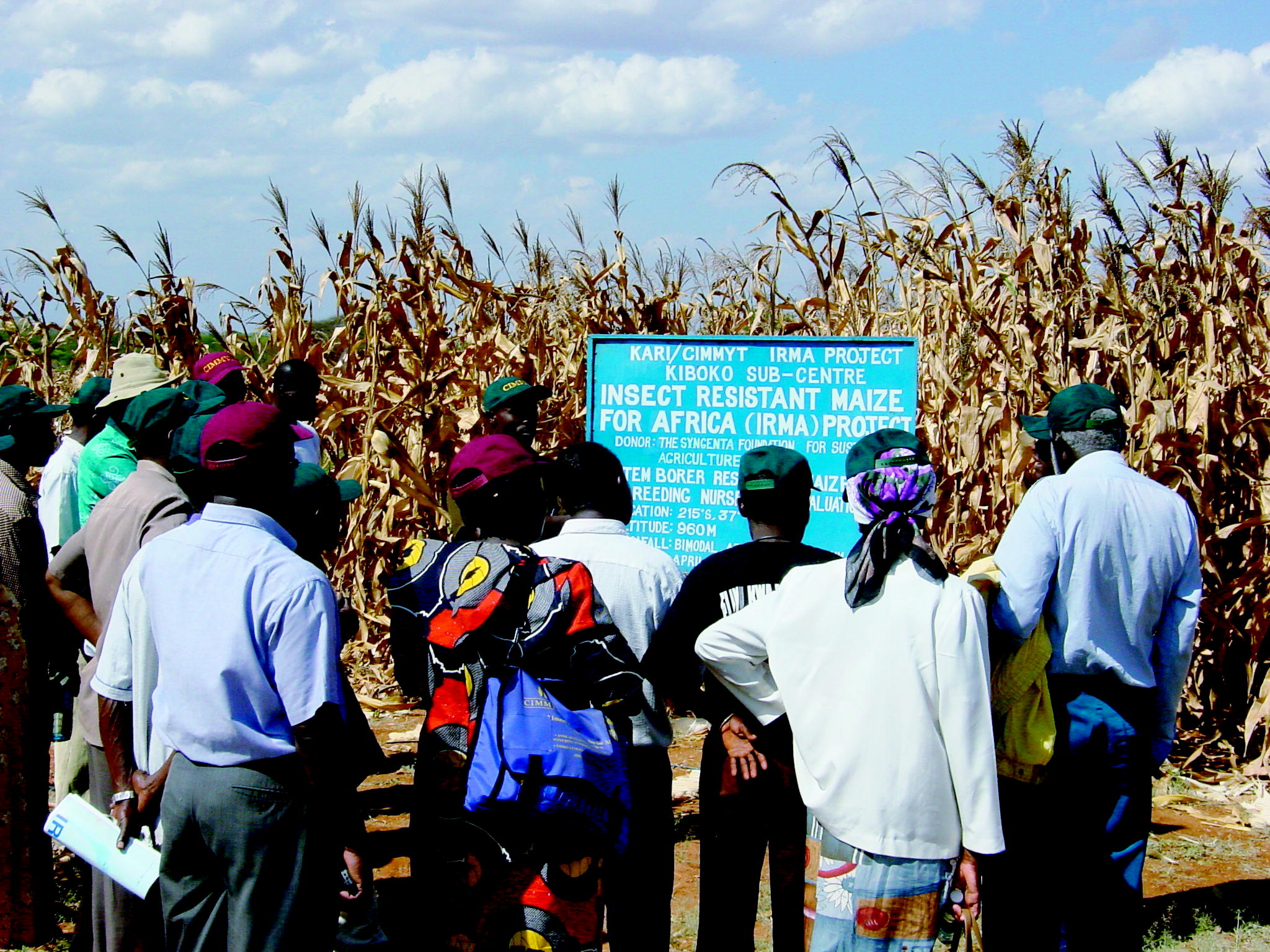
علاقه‌مندان به کشاورزی در حال بررسی ویژگی‌های ذرت تراریختهٔ مقاوم به حشرات

### مطالعات تغذیه‌ای
مطالعاتی برای ارزیابی سرنوشت سموم باسیلوس تورنجینسیس که در غذاها توسط انسان و سایر جانوران بلعیده می‌شوند، انجام شده‌است. پروتئین‌های این سموم در عرض چند دقیقه پس از قرار گرفتن در معرض اسید معده هضم می‌شوند. بی‌ثباتی پروتئین‌های موجود در مایعات گوارشی، نشانهٔ دیگری است که احتمال حساسیت‌زا بودن پروتئین‌های cry بعید است، زیرا اکثر آلرژن‌های غذایی شناخته‌شده، در برابر تخریب مقاومت می‌کنند و در نهایت در رودهٔ کوچک جذب می‌شوند.

### ماندگاری در محیط
نگرانی در مورد اثرات محیطی احتمالی ناشی از تجمع سموم باسیلوس تورنجینسیس بررسی شده‌است. سموم باسیلوس تورنجینسیس ممکن است بیش از ۲۰۰ روز در خاک باقی بمانند و نیمه‌عمر آن بین ۱٫۶ تا ۲۲ روز است. بسیاری از سموم، در ابتدا به‌سرعت توسط میکروارگانیسم‌های موجود در محیط، تجزیه می‌شوند، در حالی‌که برخی سموم نیز توسط مواد آلی جذب می‌شوند و مدت بیشتری باقی می‌مانند. در مقابل، برخی مطالعات ادعا می‌کنند که این سموم در خاک باقی نمی‌مانند. سموم باسیلوس تورنجینسیس کمتر در آب‌ها جمع می‌شوند، اما پدیده‌هایی چون روان‌آب خاک ممکن است آن‌ها را در یک اکوسیستم آبی رسوب دهند. گونه‌های ماهی در معرض این سموم نیستند.

### تأثیر بر موجودات غیر هدف
ماهیت سمی پروتئین‌های باسیلوس تورنجینسیس، تأثیر نامطلوبی بر بسیاری از آفات عمدهٔ محصولات زراعی دارد، اما ارزیابی‌های خطر زیست‌محیطی برای اطمینان از ایمنی موجودات غیرهدف مفیدی که ممکن است با این سموم در تماس باشند، انجام شده‌است. نگرانی‌های گسترده در مورد سمیت در گونه‌های غیر هدف، مانند پروانهٔ سلطنتی، رد شده‌است. جانداران ساکن در خاک، که به‌طور بالقوه در معرض سموم باسیلوس تورنجینسیس از طریق ترشحات ریشه قرار می‌گیرند، تحت تأثیر رشد محصولات تراریخته با باسیلوس تورنجینسیس قرار نمی‌گیرند.